# Tianjin Open 2018
Il Tianjin Open 2018 è stato un torneo di tennis giocato sul cemento. È stata la quinta edizione del torneo, che fa parte della categoria WTA International nell'ambito del WTA Tour 2018. Si è giocato al Tuanbo International Tennis Centre a Tientsin, in Cina, dall'8 al 14 ottobre 2018.

## Partecipanti

### Teste di serie
| Country       | Player            | Rank1 | Seed |
| ------------- | ----------------- | ----- | ---- |
| Rep. Ceca     | Karolína Plíšková | 7     | 1    |
| Francia       | Caroline Garcia   | 8     | 2    |
| Belgio        | Elise Mertens     | 14    | 3    |
| Bielorussia   | Aryna Sabalenka   | 16    | 4    |
| Taipei cinese | Hsieh Su-wei      | 29    | 5    |
| Croazia       | Petra Martić      | 36    | 6    |
| Stati Uniti   | Danielle Collins  | 37    | 7    |
| Grecia        | Maria Sakkarī     | 43    | 8    |

* Ranking al 1º ottobre 2018

### Altre partecipanti
Giocatrici che hanno ricevuto una wild card:
- Liu Fangzhou
- Karolína Plíšková
- Yuan Yue

La seguente giocatrice è entrata in tabellone grazie al ranking protetto:
- Timea Bacsinszky

Giocatrici passate dalle qualificazioni:

- Jana Čepelová
- Misaki Doi
- Barbora Krejčíková
- Veronika Kudermetova
- Xun Fangying
- Zhang Yuxuan

### Ritiri
Prima del torneo
- Viktoryja Azaranka → sostituita da  Katie Boulter
- Mihaela Buzărnescu → sostituita da  Duan Yingying
- Maria Sharapova → sostituita da  Wang Yafan

Durante il torneo
- Danielle Collins
- Kateryna Kozlova
- Petra Martić
- Elise Mertens

## Campionesse

### Singolare
Caroline Garcia ha battuto  Karolína Plíšková con il punteggio di 7–6(7), 6-3.
- È il sesto titolo in carriera per Garcia, il primo della stagione.

### Doppio
Nicole Melichar /  Květa Peschke hanno battuto in finale  Monique Adamczak /  Jessica Moore con il punteggio di 6-4, 6-2.